# ホイマ
ホイマ（Hoima）は、ウガンダの西部地域北部のホイマ県の県都。人口は約12万人（2020年）。ブニョロのオムカマ宮殿が有る

## 位置
ホイマは首都カンパラから225km北西に位置する。

## 経済活動
2000年～2009年の間で、25億～35億バレルの石油がアルバート湖と湖岸のホイマ県・ブリサ県で採掘された。
ウガンダ石油精製所がホイマ県ブセルカ副郡カバーレ村に計画されている。
これはホイマから約40km西に離れている。
ウガンダ・ケニア原油パイプラインによって、原油をインド洋のラム港に運ぶ計画も有る。
その結果、ホイマは経済活動の中心地になった。

経済の発展によって、ホイマは市に昇格した。
近年地価が上昇し、不動産需要が高まっている。
2016年3月、原油パイプラインの終点がケニアからタンザニアに変更された。
投資額の上昇と、ソマリアの紛争のリスクが理由である。

## 重要施設
- ホイマ県庁
- ホイマ市役所
- 国家安全保障基金（英語版）支局
- ホイマ病院（英語版）：ウガンダ保健省（英語版）が運営する250床の病院。